# Delosperma calitzdorpense
Delosperma calitzdorpense är en isörtsväxtart som beskrevs av L. Bol.. Delosperma calitzdorpense ingår i släktet Delosperma, och familjen isörtsväxter. Inga underarter finns listade i Catalogue of Life.